# Pseudauximus reticulatus
Espèce
Pseudauximus reticulatus est une espèce d'araignées aranéomorphes de la famille des Macrobunidae.

## Distribution
Cette espèce est endémique du Cap-Occidental en Afrique du Sud,. Elle se rencontre vers Le Cap.

## Description
La femelle holotype mesure 4 mm.

## Systématique et taxinomie
Cette espèce a été décrite par Simon en 1902.

## Publication originale
- Simon, 1902 : « Descriptions de quelques arachnides nouveaux de la section de Cribellatés. » Bulletin de la Société Entomologique de France, vol. 1902, p. 240-243 (texte intégral).